# Tim Pütz
Tim Pütz (Frankfurt am Main, 19 november 1987) is een Duitse tennisspeler. Hij heeft zes ATP-toernooien gewonnen in het dubbelspel. Ook deed hij al mee aan grandslamtoernooien. Hij heeft elf challengers in het dubbelspel op zijn naam staan.

## Palmares dubbelspel
| Legenda                       | Legenda               |
| ----------------------------- | --------------------- |
| Grand Slam                    |                       |
| Olympische Spelen             |                       |
| tot 2009                      | vanaf 2009            |
| Tennis Masters Cup            | ATP Finals            |
| ATP Masters Series            | ATP Tour Masters 1000 |
| ATP International Series Gold | ATP Tour 500          |
| ATP International Series      | ATP Tour 250          |

| Nr.                              | Datum             | Toernooi        | Ondergrond    | Partner            | Tegenstanders in finale               | Score                | Details |
| -------------------------------- | ----------------- | --------------- | ------------- | ------------------ | ------------------------------------- | -------------------- | ------- |
| Gewonnen finales herendubbel     |                   |                 |               |                    |                                       |                      |         |
| 1.                               | 17 juni 2018      | ATP Stuttgart   | Gras          | Philipp Petzschner | Robert Lindstedt Marcin Matkowski     | 7-6(5), 6-3          | Details |
| 2.                               | 5 mei 2019        | ATP München     | Gravel        | Frederik Nielsen   | Marcelo Demoliner Divij Sharan        | 6-4, 6-2             | Details |
| 3.                               | 2 mei 2021        | ATP Estoril     | Gravel        | Hugo Nys           | Luke Bambridge Dominic Inglot         | 7–5, 3–6, [10–3]     | Details |
| 4.                               | 23 mei 2021       | ATP Lyon        | Gravel        | Hugo Nys           | Pierre-Hugues Herbert Nicolas Mahut   | 6–4, 5–7, [10–8]     | Details |
| 5.                               | 18 juli 2021      | ATP Hamburg     | Gravel        | Michael Venus      | Kevin Krawietz Horia Tecău            | 6–3, 6–7(3), [10–8]  | Details |
| 6.                               | 7 november 2021   | ATP Parijs      | Hardcourt (i) | Michael Venus      | Pierre-Hugues Herbert Nicolas Mahut   | 6–3, 6–7(4), [11–9]  | Details |
| 7.                               | 26 februari 2022  | ATP Dubai       | Hardcourt     | Michael Venus      | Nikola Mektić Mate Pavić              | 6–3, 6–7(5), [16–14] | Details |
| 8.                               | 30 juli 2023      | ATP Hamburg (2) | Gravel        | Kevin Krawietz     | Sander Gillé Joran Vliegen            | 7–6(4), 6–3          | Details |
| Verloren finales herendubbel     |                   |                 |               |                    |                                       |                      |         |
| 1.                               | 13 februari 2022  | ATP Rotterdam   | Hardcourt     | Lloyd Harris       | Robin Haase Matwé Middelkoop          | 6–4, 6–7(5), [5–10]  | Details |
| 2.                               | 12 juni 2022      | ATP Stuttgart   | Gras          | Michael Venus      | Hubert Hurkacz Mate Pavić             | 6–4, 5–7, [10–8]     | Details |
| 3.                               | 19 juni 2022      | ATP Halle       | Gras          | Michael Venus      | Marcel Granollers Horacio Zeballos    | 4–6, 7–6(5), [12–14] | Details |
| 4.                               | 31 juli 2022      | ATP Kitzbühel   | Gravel        | Michael Venus      | Pedro Martínez Lorenzo Sonego         | 7–5, 4–6, [8–10]     | Details |
| 5.                               | 21 augustus 2022  | ATP Cincinnati  | Hardcourt     | Michael Venus      | Rajeev Ram Joe Salisbury              | 6–7(4), 6–7(5)       | Details |
| 6.                               | 23 april 2023     | ATP München     | Gravel        | Kevin Krawietz     | Alexander Erler Lucas Miedler         | 3–6, 4–6             | Details |
| 7.                               | 18 juni 2013      | ATP Stuttgart   | Gras          | Kevin Krawietz     | Nikola Mektić Mate Pavić              | 6–7(2), 3–6          | Details |
| Gewonnen challengers herendubbel |                   |                 |               |                    |                                       |                      |         |
| 1.                               | 29 juli 2013      | Liberec         | Gravel        | Rameez Junaid      | Colin Ebelthite Hsin-Han Lee          | 6-0, 6-2             |         |
| 2.                               | 4 november 2013   | Urtijëi         | Hardcourt (I) | Christopher Kas    | Benjamin Becker Daniele Bracciali     | 6-2, 7-5             |         |
| 3.                               | 31 maart 2014     | Saint-Brieuc    | Hardcourt (I) | Dominik Meffert    | Victor Baluda Philipp Marx            | 6-4, 6-3             |         |
| 4.                               | 12 mei 2014       | Heilbronn       | Gravel        | Andre Begemann     | Jesse Huta Galung Rameez Junaid       | 6-3, 6-3             |         |
| 5.                               | 16 februari 2015  | Wrocław         | Hardcourt (I) | Philipp Petzschner | Frank Dancevic Andriej Kapaś          | 7-6(4), 6-3          |         |
| 6.                               | 25 september 2016 | Sibiu           | Gravel        | Robin Haase        | Jonathan Eysseric Tristan Lamasine    | 6-4, 6-2             |         |
| 7.                               | 10 september 2017 | Genua           | Gravel        | Jan-Lennard Struff | Guido Andreozzi Ariel Behar           | 7-6(5), 7-6(8)       |         |
| 8.                               | 6 januari 2018    | Noumea          | Hardcourt     | Hugo Nys           | Alejandro Gonzalez Jaume Munar        | 6-2, 6-2             |         |
| 9.                               | 4 maart 2018      | Yokohama        | Hardcourt     | Tobias Kamke       | Sanchai Ratiwatana Sonchat Ratiwatana | 3-6, 7-5, [12-10]    |         |
| 10.                              | 25 maart 2018     | Rijsel          | Hardcourt (i) | Hugo Nys           | Jeevan Nedunchezhiyan Purav Raja      | 7-6(3), 1-6, [10-7]  |         |
| 11.                              | 13 mei 2018       | Aix-en-Provence | Gravel        | Philipp Petzschner | Guido Andreozzi Kenny De Schepper     | 6-7(3), 6-2, [10-8]  |         |

### Gemengd dubbelspel
| Nr.                            | Datum       | Toernooi      | Ondergrond | Partner   | Tegenstanders in finale        | Score            | Details |
| ------------------------------ | ----------- | ------------- | ---------- | --------- | ------------------------------ | ---------------- | ------- |
| Gewonnen finales gemengddubbel |             |               |            |           |                                |                  |         |
| 1.                             | 8 juni 2023 | Roland Garros | Gravel     | Miyu Kato | Bianca Andreescu Michael Venus | 4–6, 6-4, [10-6] | Details |

## Resultaten grote toernooien
| Legenda | Legenda                          |
| ------- | -------------------------------- |
| g.t.    | geen toernooi gehouden           |
| l.c.    | lagere categorie                 |
| –       | niet deelgenomen                 |
| G       | uitgeschakeld in de groepsfase   |
| 1R      | uitgeschakeld in de eerste ronde |
| 2R      | uitgeschakeld in de tweede ronde |
| 3R      | uitgeschakeld in de derde ronde  |
| 4R      | uitgeschakeld in de vierde ronde |
| KF      | uitgeschakeld in de kwartfinale  |
| HF      | uitgeschakeld in de halve finale |
| F       | de finale verloren               |
| W       | het toernooi gewonnen            |
| w-v     | winst/verlies-balans             |

### Enkelspel
| Grandslamtoernooien  |      |      |
| Australian Open      | –    | 1R   |
| Roland Garros        | –    | –    |
| Wimbledon            | 2R   | –    |
| US Open              | –    | –    |
| ATP Finals           |      |      |
| ATP Finals           | –    | –    |
| Olympische Spelen    |      |      |
| Olympische Spelen    | g.t. | g.t. |
| Statistieken         |      |      |
| Totaal aantal titels | 0    | 0    |
| Eindejaarsranking    | 185  | 424  |

### Dubbelspel
| Grandslamtoernooien  |      |      |      |      |      |      |   |
| Australian Open      | –    | 1R   | 1R   | –    | KF   | 1R   |   |
| Roland Garros        | –    | 2R   | KF   | KF   | 3R   | KF   |   |
| Wimbledon            | 3R   | 2R   | g.t. | 1R   | 1R   | HF   |   |
| US Open              | 2R   | 1R   | –    | 1R   | 3R   | 1R   |   |
| ATP Masters 1000     |      |      |      |      |      |      |   |
| Indian Wells         | –    | –    | g.t. | HF   | 2R   | –    |   |
| Miami                | –    | –    | g.t. | 2R   | –    | –    |   |
| Monte Carlo          | –    | –    | g.t. | –    | KF   | HF   |   |
| Madrid               | –    | –    | g.t. | HF   | –    | 1R   |   |
| Rome                 | –    | –    | –    | –    | –    | 2R   |   |
| Montreal/Toronto     | –    | –    | g.t. | 1R   | 1R   | HF   |   |
| Cincinnati           | –    | –    | 1R   | KF   | F    | 2R   |   |
| Shanghai             | –    | –    | g.t. | g.t. | g.t. | 2R   |   |
| Parijs               | –    | –    | –    | W    | KF   | 1R   |   |
| Olympische Spelen    |      |      |      |      |      |      |   |
| Olympische Spelen    | g.t. | g.t. | g.t. | 2R   | g.t. | g.t. |   |
| Statistieken         |      |      |      |      |      |      |   |
| Totaal aantal titels | 1    | 1    | 0    | 4    | 1    | 1    | 0 |
| Eindejaarsranking    | 60   | 63   | 61   | 18   | 18   | 24   |   |